# J. Tomilson Hill
James Tomilson « Tom » Hill III est un gestionnaire de fonds de couverture (hedge funds), milliardaire et collectionneur américain né à New York le 24 mai 1948.

## Biographie
James Tomilson Hill III naît en 1948 ou 1949 à New York,. Son père est avocat et homme d'affaires et sa mère sculptrice et peintre amateur.
Il fréquente la Buckley School (en) et la Milton Academy (en) où il pratique la lutte dans l'équipe universitaire. Il obtient son B.A., cum laude à Harvard College où il écrit pour  le Harvard Lampoon et où il étudie l'histoire, la littérature et le japonais. Il est lauréat d'un M.B.A. d'Harvard Business School.
Il vit à Manhattan avec sa femme Janine W. Hill, native de Saint-Louis, directrice des bourses et observatrice du planning stratégique au Council on Foreign Relations. Ils ont deux filles, Margot Langdon Hill Kirby et Astrid Hill Dattilo.

## Carrière
Il commence sa carrière en 1973 au Credit Suisse où il est l'un des principaux fondateurs du département fusion-acquisition puis chez Smith Barney (en) où il est à la tête du même département. En 1982, il rejoint Lehman Brothers en tant qu'associé du département des fusions-acquisitions, avant de devenir responsable des fusions et acquisitions, chef de la banque d'investissement et codirecteur général.
En 1993, il rejoint Blackstone où il est codirecteur du groupe consultatif sur les fusions-acquisitions d'entreprises. En 2007, il devient vice-président de la firme. Depuis 2000, il est président et chef exécutif de Blackstone Alternative Asset Management (BAAM), la division des fonds spéculatifs de Blackstone et fait croître les actifs sous gestion de cette activité de 1,3 milliard de dollars à 56 milliards au 31 décembre 2013. Il siège au comité de direction de la société et est membre du conseil d'administration principal,,,,. 
BAAM est actuellement le plus grand allocateur discrétionnaire de fonds de couverture au monde avec des investisseurs comprenant la plupart des entreprises publiques, les fonds de pension, les fonds souverains et les banques centrales. La croissance de l’entreprise de 2007 à 2013, à un moment où l'industrie se contractait généralement de manière substantielle, a figuré dans une étude de cas réalisée en juin 2013 par la Harvard Business Review. Hill a participé entre autres au Forum des services financiers du Credit Suisse en 2014, à la Conférence mondiale du Milken Institute (en) en 2011 et au Sommet des fonds de couverture Blomberg en 2012. En 2014, il a été intronisé dans le Panthéon des fonds de couverture d'Alpha Institutional Investor.
Sa fortune est estimée en mars 2017 à 1,24 milliard de dollars.

## Philanthropie

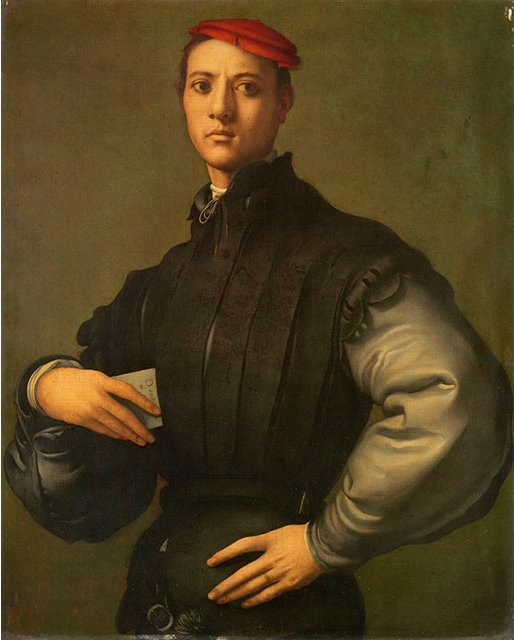
Portrait d'un jeune homme au bonnet rouge (vers 1530), Pontormo.

J. Tomilson Hill est président du Lincoln Center Theater et du Hirshhorn Museum and Sculpture Garden de la  Smithsonian Institution. Il siège au conseil d'administration du Metropolitan Museum of Art, du Council on Foreign Relations, de la Telluride Foundation, de la Advantage Testing Foundation et de la Our Lady Queen of Angels School, une église catholique dans East Harlem membre du réseau Partnership for Inner-City Education school.
En 2014, The Frick Collection présente Renaissance and Baroque Bronzes from the Hill Collection, un ensemble de trente-trois statuettes de la collection personnelle de Tom Hill datées du milieu du XVe siècle au XVIIIe siècle. En 2017, il ouvre la Hill Art Foundation (en), une galerie dans la West 24th Street à Chelsea afin d'exposer ses collections privées au public en 2019,. Dans ses collections se trouve entre autres le Portrait d'un jeune homme au chapeau rouge (vers 1530) du Pontormo, acheté en 2015 au comte Caledon. En 2017, il refuse une offre d'acquisition de la National Gallery où se trouve alors le tableau, estimant son montant inférieur à sa valeur du fait de la chute de la livre sterling à la suite du brexit,,.

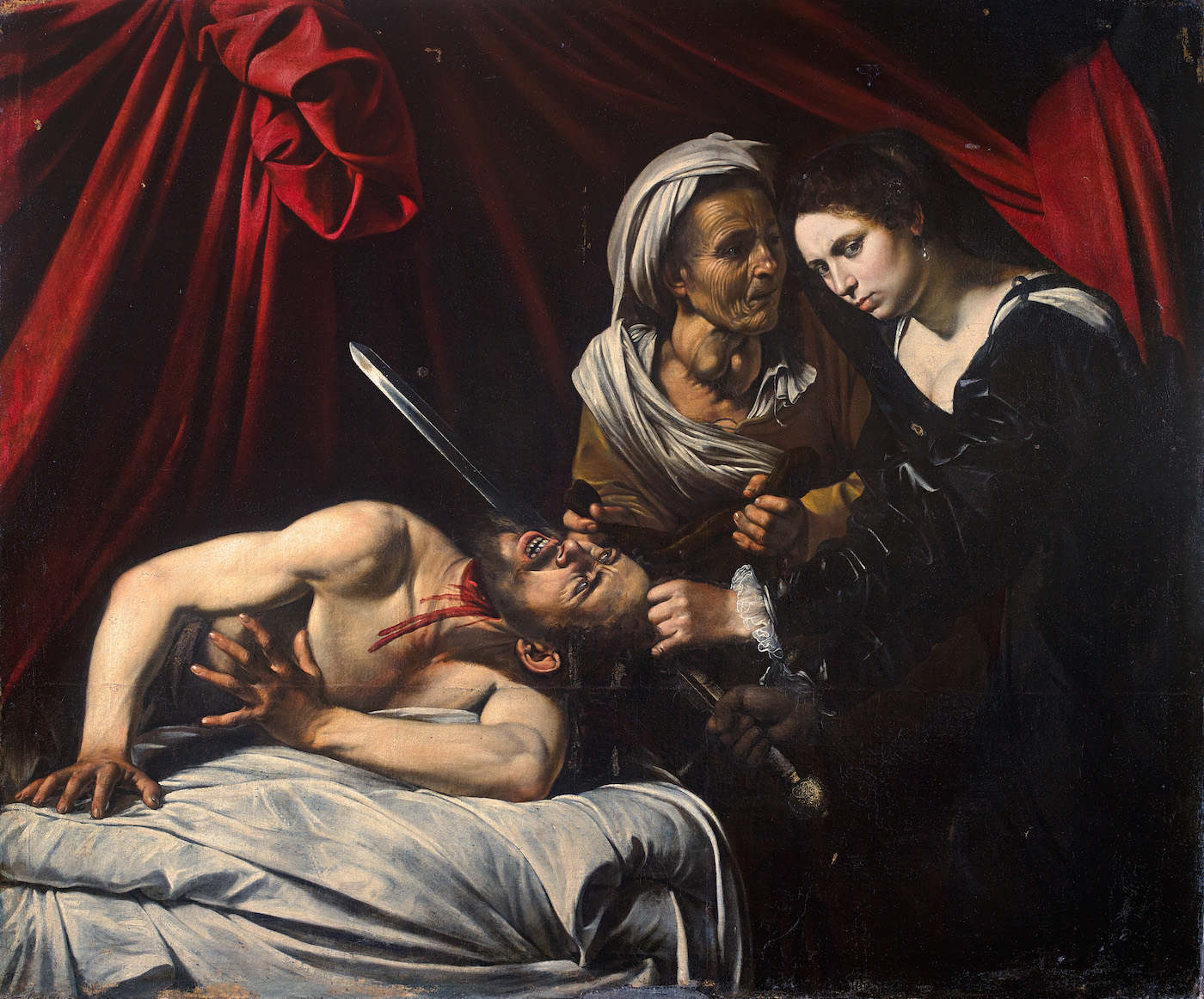
La Judith décapitant Holopherne (1607) de Toulouse, attribuée au Caravage.

Alors que Judith décapitant Holopherne attribué au Caravage, un tableau découvert en 2014 dans un grenier toulousain, expertisé par Éric Turquin et estimé à 120 millions d'euros, devait être mis aux enchères à la Halle aux Grains de Toulouse le 27 juin 2019 par le commissaire-priseur Marc Labarbe à grand renfort de campagne publicitaire durant les six mois qui ont suivi le désengagement de l'État français, un mystérieux acheteur étranger provoque, deux jours avant la vente, un coup de théâtre en s'en portant acquéreur de gré à gré. L'expert et le commissaire priseur, liés par un engagement de confidentialité, ne révèlent ni le montant de la transaction ni l'identité de l'acheteur, précisant toutefois qu'il s'agit d'« un collectionneur proche d'un grand musée et que la toile serait prochainement restaurée puis exposée ». Le 27 juin, le New York Times et la Gazette Drouot révèlent qu'il s'agit de J. Tomilson Hill. Siégeant au conseil d'administration du Metropolitan Museum of Art, celui-ci a pu être conseillé dans cette acquisition par Keith Christiansen qui n'a jamais mis en doute l'attribution de l'œuvre au Caravage et pourrait l'exposer dans les nouvelles galeries de peinture ancienne du musée newyorkais,. 